# Amt Krautheim
Das Amt Krautheim war eine während der napoleonischen Zeit von 1807 bis 1813 bestehende Verwaltungseinheit im Norden des Großherzogtums Baden.

## Geschichte

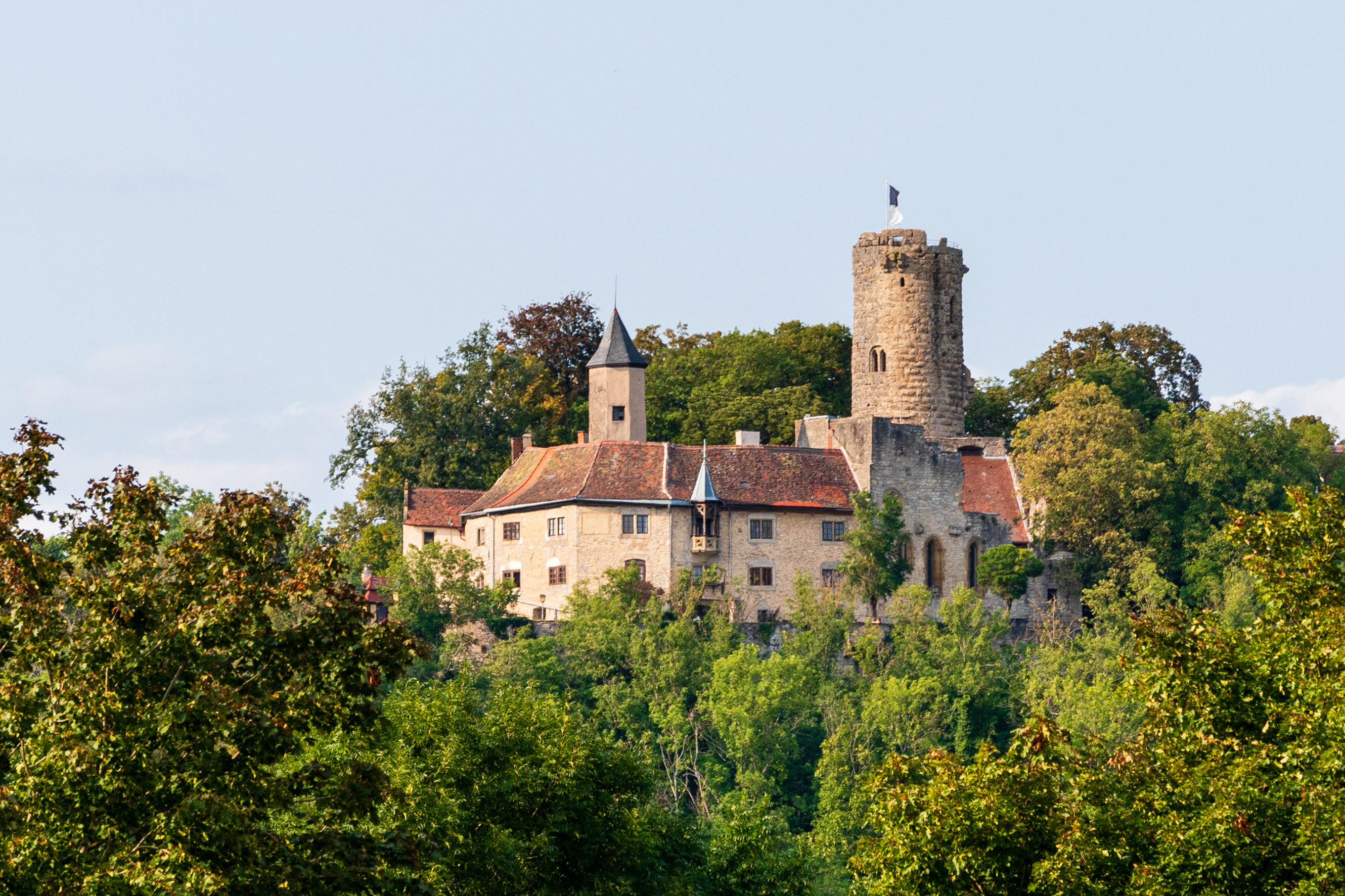
Burg Krautheim

Vor Inkrafttreten der Bestimmungen des Reichsdeputationshauptschlusses 1803 hatte das an der Jagst gelegene Krautheim unter der kirchlichen Herrschaft von Kurmainz gestanden und war Sitz eines gleichnamigen Oberamts. Die Stadt gehörte anschließend zum Fürstentum Krautheim des Hauses Salm-Reifferscheidt-Bedburg, bis es in Umsetzung der Rheinbundakte 1806 mediatisiert und in diesem Bereich der badischen Landeshoheit unterstellt wurde. Im Sommer 1807 wurde das standesherrliche Amt Krautheim errichtet, dem auch die Orte Assamstadt, Gommersdorf, Heßlingshof, Horrenbach und Klepsau angehörten. Im Dezember 1807 wurde es der neu gegründeten Landvogtei Mosbach zugewiesen. Im Rahmen der Verwaltungsgliederung Badens zählte das Amt zunächst zur Provinz des Unterrheins oder der Badischen Pfalzgrafschaft, ab 1809 zum Main- und Tauberkreis.
Im Sommer 1813 wurde das mittlerweile als Justizamt titulierte Amt Krautheim aufgelöst und, gemeinsam mit dem benachbart gelegenen Amt Ballenberg, dem Bezirksamt Boxberg zugeteilt.

## Spätere Entwicklung
1826 wurde das Bezirksamt Krautheim errichtet, zunächst in leicht, dann deutlich größerem Umfang im Verhältnis zum ursprünglichen Amt. Nach dessen Auflösung 1864 kam es zu mehreren Wechseln in der Verwaltungszugehörigkeit, letztlich lagen die meisten der Ortschaften im 1939 gegründeten Landkreis Buchen. Bei der Kreisreform 1973 kamen sie zum Hohenlohekreis. Einen anderen Weg ging lediglich Assamstadt, der über den Landkreis Tauberbischofsheim in den Main-Tauber-Kreis führte.